# Juan Manuel de Rosas
Juan Manuel de Rosas, celým jménem Juan Manuel José Domingo Ortiz de Rozas y López de Osornio (30. března 1793 Buenos Aires – 14. března 1877 Southampton) byl argentinský politik a voják. Byl dlouholetým guvernérem Provincie Buenos Aires v době existence Argentinské konfederace, díky čemuž byl fakticky nejvyšším představitelem Argentiny, které vládl jako diktátor. Svými oponenty byl přezdíván Caligula z Río de la Plata, zastánci ho naopak chválili, že zachránil zemi před rozkladem.

## Život
Narodil se v Buenos Aires v rodině chovatelů dobytka. Chovu dobytka se věnoval i Juan Manuel a postupně se vypracoval na jednoho z nejúspěšnějších chovatelů v zemi. Později se zapojil i do vojenské služby a vyznamenal se v bojích proti indiánům v roce 1828, čímž se stal všeobecně známým. Původně patřil k zastáncům unitaristů, kteří nesouhlasili s federalizací země. Slabost vlády z něj ale udělala zastánce federalismu. V roce 1829 se stal guvernérem Provincie Buenos Aires, přes svoji deklarovanou příslušnost k federalistům začal okamžitě prosazovat tvrdou unitaristickou a autokratickou politiku. Přistoupil k potlačování lidských práv a faktické vojenské pacifikaci celé země. Díky tomu obchodníky jako vládnoucí vrstvu nahradili dobytkáři. V listopadu 1832 skončilo jeho funkční období, čehož Rosas využil k vojenskému tažení proti indiánům jižně od Buenos Aires. Jeho tažení bylo úspěšné a rozšířilo území Provincie Buenos Aires o velké oblasti na jihu. V roce 1835 se tak stal znovu guvernérem této provincie. I v druhém období své vlády pokračoval ve stejné politice jako dříve. Prosazoval fakticky centralistickou vládu v čele s Buenos Aires a jako formální federalista netoleroval žádné náznaky skutečného federalismu či regionalismu, které by ohrožovaly postavení Buenos Aires. Rosas začal ve velké míře využívat propagandu a dokázal si vybudovat kult osobnosti. Postupně se dostal do konfliktu s evropskými mocnostmi, které vůči němu dokonce vojensky zasáhly. K nim se přidaly i Bolívie a Uruguay, které též vyhlásily Argentině válku. Rosas však postupně všechny nepřátele porazil, což jeho popularitu jen zvýšilo.
V roce 1848 Rosas uzavřel znovu hlavní obchodní řeky (což byl důvod i předchozího zásahu evropských států). Tentokrát však tato situace překážela i Brazílii, pro kterou bylo říční spojení velmi důležité. Poškozená se cítila i provincie Entre Ríos, kde vládl guvernér Justo José de Urquiza. Urquiza vyzval Rosase, aby řeky znovu otevřel a aby bylo umožněno farmářům z jeho provincie obchodovat s jinými státy. S tím však Rosas nesouhlasil. Urquiza chtěl zabránit znovuzvolení Rosase, což však Rosas také odmítl akceptovat. Urquiza proto se svou armádou zaútočil na vojsko, které obléhalo Montevideo a město konečně osvobodil. Následně vytáhl přímo proti Buenos Aires. Zde překvapivě Rosas rychle ztrácel podporu. Urquiza tak 3. února 1852 porazil Rosase v bitvě u Caseros. V Buenos Aires následně Urquizovi vojáci povraždili stovky stoupenců Rosase. Rosas následně odešel do britského exilu, kde dožil.